# بوب ويليام (لاعب كرة قاعدة)
بوب ويليام (بالإنجليزية: Bob Hale)‏ هو لاعب كرة قاعدة أمريكي، ولد في 7 نوفمبر 1933 في ساراسوتا في الولايات المتحدة، وتوفي في 8 سبتمبر 2012 في بارك ريدج في الولايات المتحدة.

## وصلات خارجية
- بوب ويليام على موقعبيزبول رفرنس.كوم (الدوري الرئيسي) (الإنجليزية)
- بوب ويليام على موقعبيزبول رفرنس.كوم (الدوري الثانوي) (الإنجليزية)